# 塔里克·哈希米
塔里克·哈希米（阿拉伯語：طارق الهاشمي，1942年—）是一名伊拉克逊尼派政治人物，2009年5月以前担任伊拉克伊斯兰主义党（IIP）总书记。2005年12月国会大选之后，他与阿迪勒·阿卜杜勒-迈赫迪担任伊拉克副总统。2011年5月至2012年9月他与霍扎伊一起担任副总统。

## 早年经历
他生于1942年巴格达的马什哈丹部落家庭。1959到1962年，他在军事学院学习。1969年他毕业于巴格达一所大学的经济学专业，后来于1978年获得该校的博士学位。33岁时他加入伊拉克伊斯兰主义党，在其中的计划委员会工作。

## 政治立场
2005年以后，他所在的政党是伊拉克国会中最大的逊尼派政党。他反对联邦制，主张以人口比例来分配石油收益，支持增强逊尼派在军事和警察中的地位。
2009年5月他卸任该党领导人，由奥萨马·阿尔·提克里蒂接替他的职位。他表示因为他想要更加专注于自己所承担的副总统的义务。
《今日美国》于2006年12月报道称：哈希米想要组建一个多教派联盟借以取代总理努里·马利基领导的政府。

## 被控逮捕
2011年12月19日，伊拉克司法委员会对他发出逮捕令，指控哈希米涉嫌“策划炸弹袭击”什叶派政府官员的罪名。于是他寻求库尔德人政党的保护躲避在伊拉克庫德斯坦。而12月22日在巴格达发生的连环爆炸事件很可能与他的指控有关，分析人士认为政府高层中的教派矛盾引发了恐怖袭击。
2012年9月9日，伊拉克中央刑事法庭当天以恐怖主义罪名宣判副总统哈希米和他的办公室主任艾哈迈德·卡坦死刑。而他本人目前在土耳其避难。